# Pęczek smukły

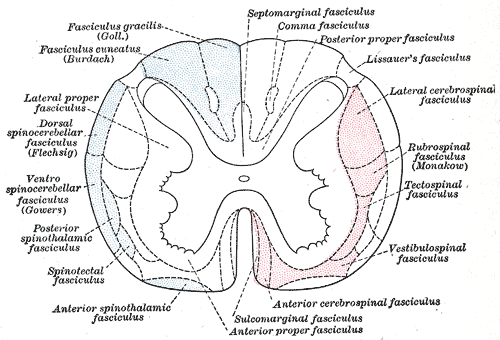
Przekrój przez rdzeń kręgowy według Graya. Zaznaczono pęczek smukły (Golla)

Pęczek smukły, pęczek Golla (łac. fasciculus gracilis, fasciculus Golli) – pęczek aksonów, biegnący w grzbietowej części rdzenia kręgowego w sznurach tylnych. Należy do dróg rdzeniowo-opuszkowych. Przewodzi czucie proprioreceptywne od receptora do jądra smukłego w rdzeniu przedłużonym. Pęczek smukły jest utworzony z włókien wywodzących się z segmentów krzyżowych, lędźwiowych i większości piersiowych. 
Nazwa eponimiczna upamiętnia szwajcarskiego fizjologa Friedricha Golla.